# Revolta dos Três Feudatórios
A Revolta dos Três Feudatórios, (chinês tradicional: 三藩之亂, pinyin: Sānfān zhī luàn) também conhecida como a Rebelião de Wu Sangui, foi uma rebelião que durou de 1673 a 1681 no início da Dinastia Qing da China, durante o início do reinado do Imperador Kangxi (r. 1661–1722). A revolta foi liderada por Wu Sangui, Shang Zhixin e Geng Jingzhong, os três senhores chineses Han das províncias de Yunnan, Guangdong e Fujian cujos títulos hereditários foram dados por desertarem e ajudarem os Manchus a conquistar a China, que se rebelaram depois que o governo central Qing começou a remover seus feudos. Os feudatórios foram apoiados pelo Reino de Tungning de Zheng Jing em Taiwan, que enviou forças para invadir a China continental. Além disso, figuras militares Han menores, como Wang Fuchen e os mongóis Chahar, também se revoltaram contra o domínio Qing.
Devido à sua história como desertores que ajudaram a derrubar a Dinastia Ming do Sul, os Três Feudatórios não conseguiram conquistar o apoio popular geral chinês e foram eventualmente derrotados pelas forças Qing. Depois que a última resistência Han restante foi reprimida, os antigos títulos principescos foram abolidos.

## Antecedentes
Nos primeiros anos da Dinastia Qing, durante o reinado do Imperador Shunzhi, a autoridade do governo central não era forte e os governantes não conseguiam controlar diretamente as províncias do sul da China. O governo iniciou uma política de "deixar os chineses Han governarem os chineses Han" (以漢制漢). Alguns generais da antiga Dinastia Ming que renderam Qing foram autorizados a ajudar a governar as províncias do sul.
Esse foi o resultado das contribuições cruciais que esses generais deram em momentos decisivos durante a conquista Qing da China. Por exemplo, a marinha de Geng Zhongming e Shang Kexi provocou a rápida capitulação de Joseon em 1636, permitindo um rápido avanço nos territórios Ming sem se preocupar com o que ficaria para trás. A deserção e a subsequente cooperação de Wu Sangui permitiram a rápida captura e colonização da capital Ming, Pequim. Em troca, o governo Qing teve de recompensar as suas conquistas e reconhecer a sua influência militar e política.
Em 1655, Wu Sangui recebeu o título de "Príncipe Pingxi" (平西王; "Príncipe Pacificador Ocidental") e recebeu o governo das províncias de Yunnan e Guizhou. Shang Kexi e Geng Zhongming receberam os títulos de "Príncipe Pingnan" e "Príncipe Jingnan" (ambos significam "Príncipe da Pacificação do Sul"), respectivamente, e foram encarregados das províncias de Guangdong e Fujian. Os três senhores tinham grande influência sobre as suas terras e exerciam um poder muito maior do que qualquer outro governador regional ou provincial. Eles tinham suas próprias forças militares e autoridade para alterar as taxas de impostos em seus feudos.

## Os Três Feudatórios

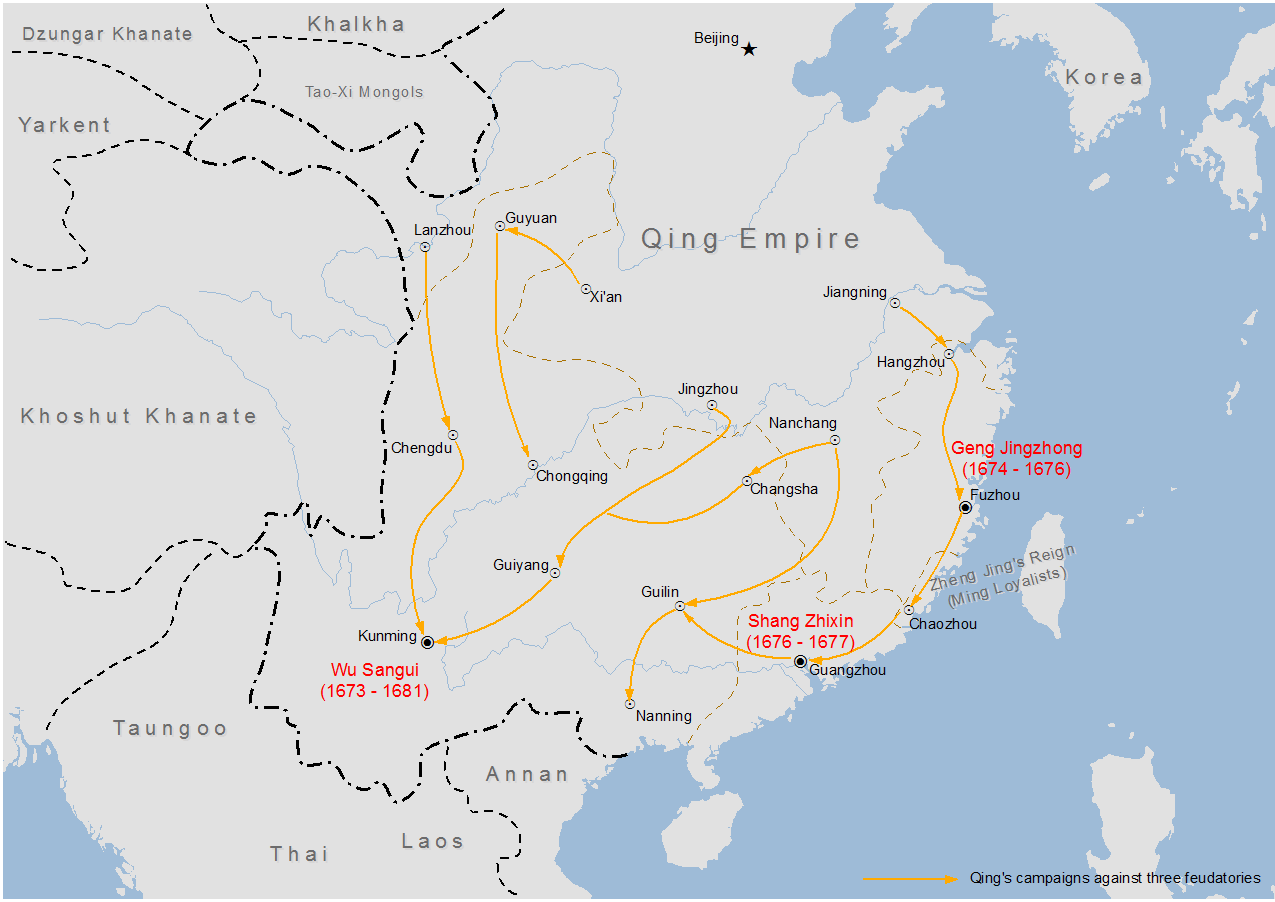
Mapa mostrando a Revolta dos Três Feudatórios na Dinastia Qing

Em Yunnan e Guizhou, Wu Sangui recebeu permissão do imperador Shunzhi para nomear e promover seu próprio grupo pessoal de oficiais, bem como o privilégio de escolher cavalos de guerra primeiro, antes dos exércitos Qing. As forças de Wu Sangui absorveram vários milhões de taéis de prata em pagamentos militares, absorvendo um terço das receitas fiscais do governo Qing. Wu também foi responsável por cuidar das relações diplomáticas do governo Qing com o Dalai Lama e o Tibete. A maioria das tropas de Wu eram anteriormente forças de Li Zicheng e Zhang Xianzhong e eram bem versadas na guerra.
Na província de Fujian, Geng Zhongming governou como tirano o seu feudo, permitindo que os seus subordinados extorquissem alimentos e dinheiro das pessoas comuns. Após a morte de Geng, seu filho Geng Jimao herdou o título e o feudo de seu pai, e Geng Jimao foi mais tarde sucedido por seu filho Geng Jingzhong.

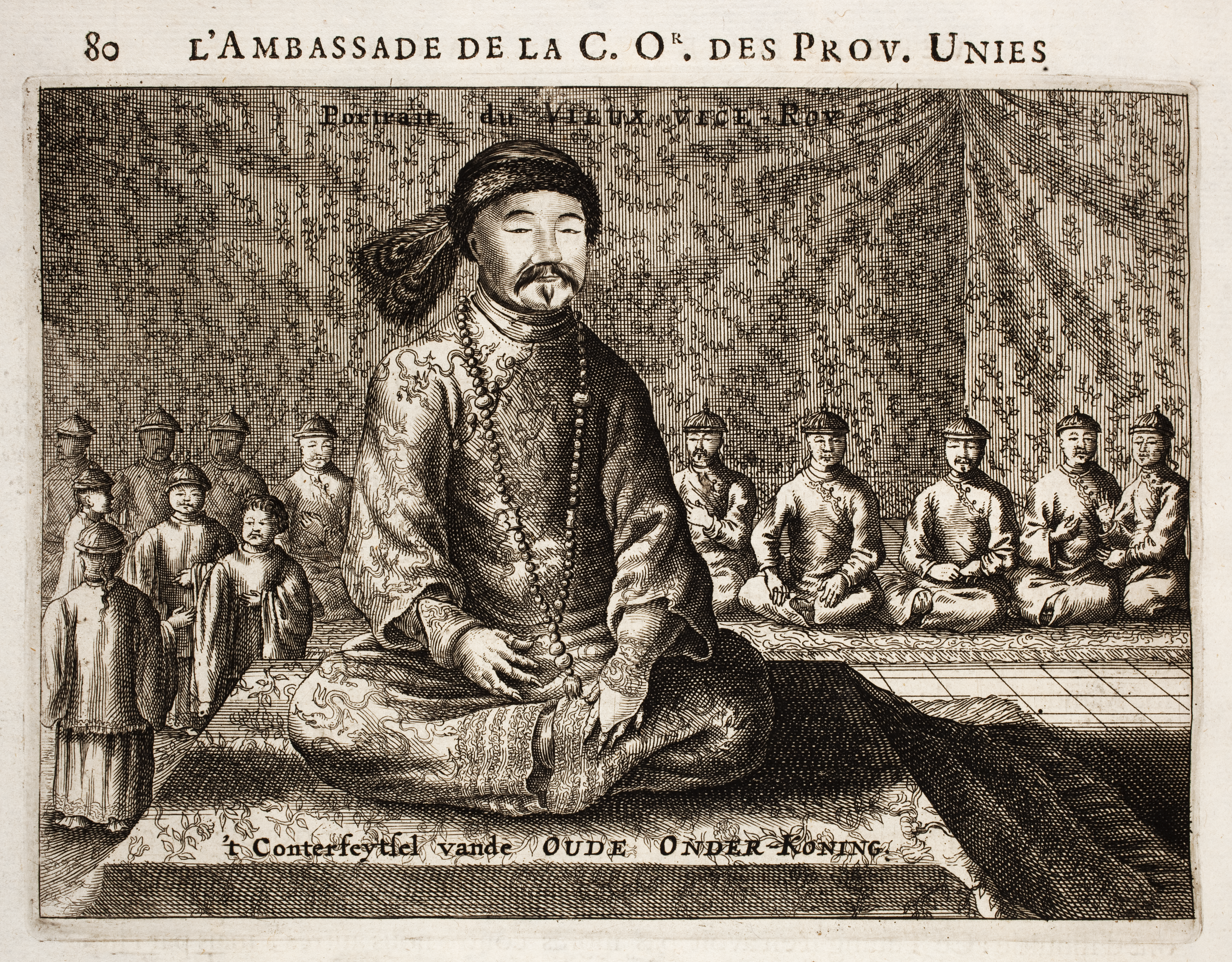
Shang Kexi, conhecido pelos holandeses como o "Velho Vice-Rei" de Guangdong, desenhado por Johan Nieuhof em 1655.

Na província de Guangdong, Shang Kexi governou seu feudo de maneira semelhante a Geng Jingzhong. No total, grande parte das receitas e reservas do governo central foram gastas nos Três Feudatórios, e as suas despesas esvaziaram quase metade do tesouro imperial. Quando o Imperador Kangxi subiu ao trono, ele sentiu que os Três Feudatórios representavam uma grande ameaça à sua soberania e queria reduzir o seu poder.
Em 1667, Wu Sangui apresentou um pedido ao Imperador Kangxi, pedindo permissão para ser dispensado de suas funções nas províncias de Yunnan e Guizhou, sob a premissa de que estava doente. Kangxi, ainda não pronto para uma prova de força com ele, recusou o pedido de Wu. Em 1673, Shang Kexi pediu permissão para se aposentar, e em julho, Wu Sangui e Geng Jingzhong fizeram o mesmo. Kangxi procurou aconselhamento do seu conselho sobre o assunto e recebeu respostas divididas. Alguns pensavam que os Três Feudatórios deveriam ser deixados como estavam, enquanto outros apoiavam a ideia de reduzir os poderes dos três senhores. Kangxi foi contra a opinião da maioria no conselho e aceitou os pedidos de aposentadoria dos três senhores, ordenando-lhes que deixassem seus respectivos feudos e se reassentassem na Manchúria.

## Declarando a rebelião
Em dezembro de 1673, Wu Sangui encerrou sua ligação com a dinastia Qing e instigou a rebelião sob a bandeira de "opor-se a Qing e restaurar Ming" (反清復明). Wu cortejou as autoridades chinesas Han para que se juntassem à rebelião, restaurando os costumes Ming e cortando os rabichos. Mais tarde, em 1678, declarou uma nova dinastia, a Zhou, invocando o nome da grande dinastia pré-imperial. Wu ofereceu clemência ao imperador Kangxi se ele deixasse Pequim e retornasse à terra natal manchu.
As forças de Wu capturaram as províncias de Hunan e Sichuan. Em 1674, tanto Geng Jingzhong em Fujian quanto depois da morte de Shang Zhixin, o homem que massacrou Guangzhou, seu filho fez o mesmo em Guangdong. Ao mesmo tempo, Sun Yanling e Wang Fuchen também se revoltaram nas províncias de Guangxi e Shaanxi. Zheng Jing, governante do Reino de Tungning, liderou um exército supostamente de 150 mil homens de Taiwan e desembarcou em Guangdong, Fujian e Zhejiang para lutar e se juntar às forças rebeldes.

## Composição dos exércitos Qing

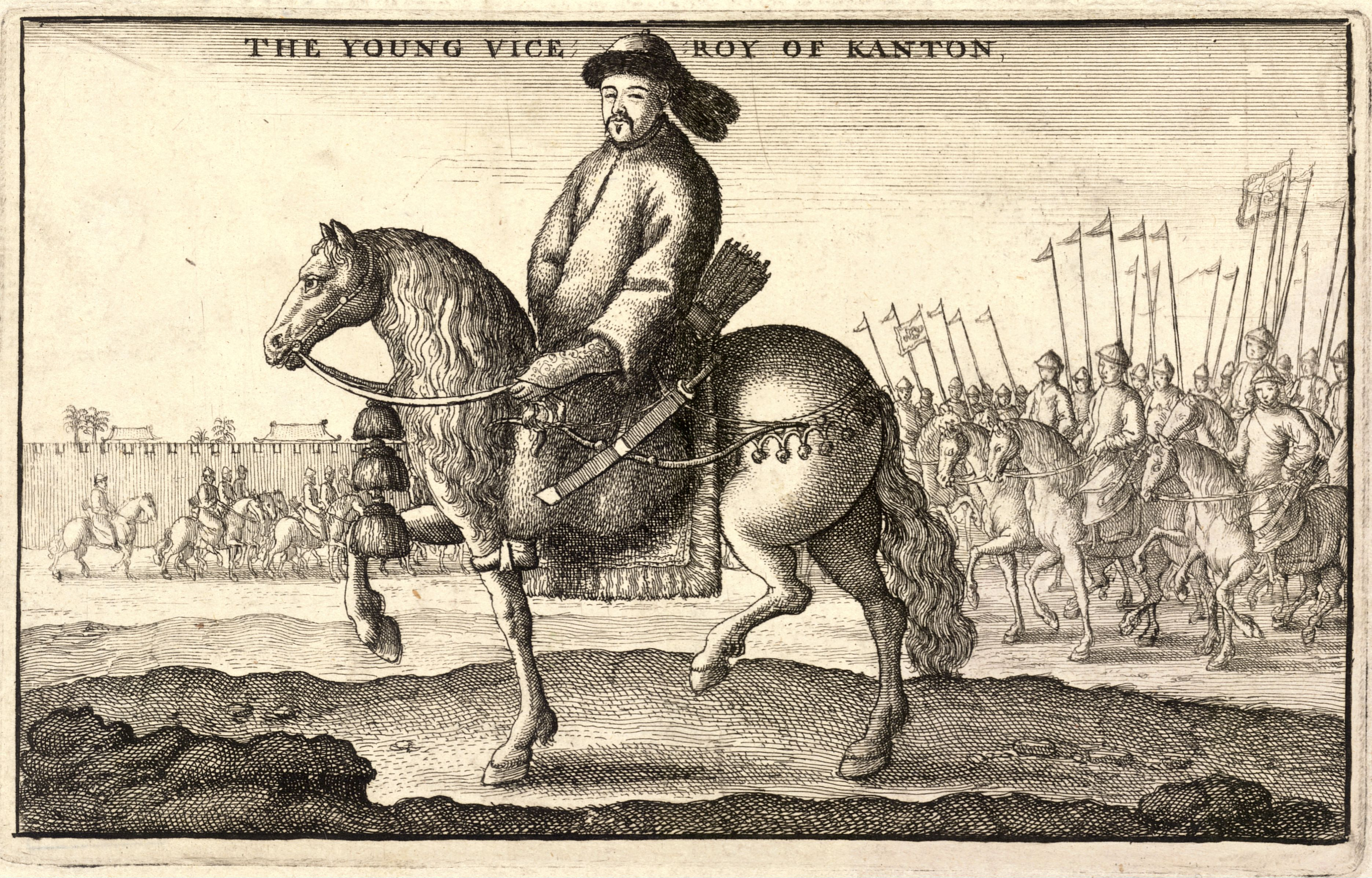
Shang Zhixin armado a cavalo e protegido por seus guarda-costas.

As forças Qing foram inicialmente derrotadas por Wu em 1673-1674. Os generais e vassalos manchus foram envergonhados pelo desempenho do Exército do Estandarte Verde Chinês Han, que lutou melhor do que eles contra os rebeldes. Os Qing tiveram o apoio da maioria dos soldados chineses Han e da elite Han, já que não aderiram aos Três Feudatórios. Diferentes fontes oferecem relatos diferentes sobre as forças Han e Manchu mobilizadas contra os rebeldes. De acordo com um deles, 400.000 soldados do Exército do Estandarte Verde e 150.000 soldados-estandartes serviram no lado Qing durante a guerra. de acordo com outro, 213 empresas da bandeira chinesa Han e 527 empresas das bandeiras mongóis e manchus foram mobilizadas pelos Qing. De acordo com um terceiro, os Qing reuniram um enorme exército de mais de 900.000 chineses Han do norte para lutar contra os Três Feudatórios.
Lutando no noroeste da China contra Wang Fuchen, os Qing colocaram soldados-estandartes na retaguarda como reservas enquanto usavam soldados do Exército Padrão Verde Chinês Han e generais chineses Han como Zhang Liangdong, Wang Jinbao e Zhang Yong como sua principal força militar. Os Qing pensavam que os soldados chineses Han eram superiores no combate a outros povos Han e, portanto, usaram o Exército Padrão Verde como seu principal exército contra os rebeldes, em vez dos Bannermen. Como resultado, depois de 1676, a maré virou a favor das forças Qing. No noroeste, Wang Fuchen rendeu-se após um impasse de três anos, enquanto Geng Jingzhong e Shang Zhixin se renderam à medida que suas forças enfraqueciam.

## Campanha
Em 1676, Shang Zhixin juntou-se à rebelião, consolidando Guangdong sob seu governo e enviando tropas para o norte, para Jiangxi.
Em 1677, Wu Sangui suspeitou que Sun Yanling se renderia aos Qing em Guangxi e enviou seu parente Wu Shizong para assassinar Sun. A esposa de Sun, Kong Sizhen, assumiu o controle de suas tropas após sua morte, embora ela já pudesse ter tido o controle anteriormente.
No sul Wu Sangui moveu seus exércitos para o norte após conquistar Hunan enquanto as forças Qing se concentravam em recapturar Hunan dele. Em 1678, Wu finalmente se proclamou imperador da Grande Dinastia Zhou (大周) em Hengzhou (衡州; atual Hengyang, província de Hunan) e estabeleceu sua própria corte imperial. No entanto, Wu morreu de doença em agosto (mês lunar) daquele ano e foi sucedido por seu neto Wu Shifan, que ordenou uma retirada de volta para Yunnan. Embora o moral do exército rebelde estivesse baixo, as forças Qing lançaram um ataque a Yuezhou (岳州; atual Yueyang, província de Hunan) e capturaram-na, juntamente com os territórios rebeldes de Changde, Hengzhou e outros. As forças de Wu Shifan recuaram para a passagem de Chenlong. Sichuan e o sul de Shaanxi foram retomados pelo Exército Padrão Verde Chinês Han sob o comando de Wang Jinbao e Zhao Liangdong em 1680, com as forças Manchu envolvidas apenas no trato de logística e provisões, não no combate. Em 1680, as províncias de Hunan, Guizhou, Guangxi e Sichuan foram recuperadas pelos Qing, e Wu Shifan retirou-se para Kunming em outubro.
Em 1681, o general Qing Zhao Liangdong propôs um ataque em três frentes a Yunnan, com exércitos imperiais de Hunan, Guangxi e Sichuan. Cai Yurong, vice-rei de Yun-Gui, liderou o ataque aos rebeldes juntamente com Zhang Tai e Laita Giyesu, conquistando o Monte Wuhua e sitiando Kunming. Em outubro, o exército de Zhao Liandong foi o primeiro a invadir Kunming e os outros seguiram o exemplo, capturando rapidamente a cidade. Wu Shifan cometeu suicídio em dezembro e os rebeldes se renderam no dia seguinte.
As forças de Zheng Jing foram derrotadas perto de Xiamen em 1680 e forçadas a retirar-se para Taiwan. A vitória final sobre a revolta foi a conquista Qing do Reino de Tungning em Taiwan. Shi Lang foi nomeado almirante da marinha Qing e liderou uma invasão de Taiwan, derrotando a marinha Tungning sob o comando de Liu Guoxuan na Batalha de Penghu. O filho de Zheng Jing, Zheng Keshuang, rendeu-se em outubro de 1683 e Taiwan tornou-se parte do Império Qing. Zheng Keshuang foi premiado pelo Imperador Kangxi com o título de "Duque de Haicheng" (海澄公) e ele e seus soldados foram introduzidos nos Oito Estandartes.

## Consequências
Shang Zhixin foi forçado a cometer suicídio em 1680; de seus trinta e seis irmãos, quatro foram executados quando ele cometeu suicídio, enquanto o resto de sua família foi autorizado a viver. Geng Jingzhong foi executado; seu irmão Geng Juzhong (耿聚忠) esteve em Pequim com a corte Qing com o imperador Kangxi, durante a rebelião, e não foi punido pela revolta de seu irmão. Geng Juzhong morreu de causas naturais em 1687. Vários príncipes Ming acompanharam Koxinga a Taiwan em 1661–1662, incluindo o príncipe de Ningjing, Zhu Shugui e o príncipe Zhu Honghuan (朱弘桓), filho de Zhu Yihai. Os Qing enviaram os 17 príncipes Ming que ainda viviam em Taiwan de volta à China continental, onde passaram o resto de suas vidas no exílio, já que suas vidas foram poupadas da execução.

Em 1685, os Qing usaram especialistas navais chineses han, ex-lealistas aos Ming, que serviram sob o comando da família Zheng em Taiwan no cerco de Albazin. As ex-tropas chinesas Han leais aos Ming que serviram sob o comando de Zheng Chenggong e que se especializaram em lutar com escudos e espadas de vime (Tengpaiying) 藤牌营 foram recomendadas ao imperador Kangxi para reforçar Albazin contra os russos. Kangxi ficou impressionado com uma demonstração de suas técnicas e ordenou que 500 deles defendessem Albazin, sob o comando de Ho Yu, um ex-seguidor de Koxinga, e Lin Hsing-chu, um ex-general de Wu Sangui. Essas tropas de escudos de vime não sofreram uma única baixa quando derrotaram e eliminaram as forças russas que viajavam em jangadas no rio, usando apenas escudos e espadas de vime enquanto lutavam nus.
"[os reforços russos estavam descendo para o forte no rio] Então ele [o Marquês Lin] ordenou que todos os nossos fuzileiros navais tirassem as roupas e pulassem na água. Cada um usava um escudo de vime na cabeça e segurava uma enorme espada em sua mão. Assim eles nadaram para frente. Os russos ficaram tão assustados que todos gritaram: 'Eis os tártaros de grande cabeça!' Como nossos fuzileiros navais estavam na água, eles não podiam usar suas armas de fogo. Nossos marinheiros usavam escudos de vime para proteger suas cabeças, para que as balas e flechas inimigas não pudessem perfurá-las. Nossos fuzileiros navais usavam espadas longas para cortar os tornozelos do inimigo. Os russos caíram em o rio, a maioria deles mortos ou feridos. O resto fugiu e escapou. [Lin[ Hsing-chu não havia perdido um único fuzileiro naval quando voltou para participar do cerco à cidade.", escrito por Yang Hai-Chai, que era parente do Marquês Lin, um participante da guerra.

## Literatura
A revolta é apresentada no romance de Louis Cha, The Deer and the Cauldron. A história conta como o protagonista, Wei Xiaobao, ajuda o Imperador Kangxi a suprimir a rebelião.